# グルテン失調症
グルテン失調症（グルテンしっちょうしょう、英: gluten ataxia）は抗グリアジン抗体陽性の自己免疫性小脳失調症（auroimmune cerebellr ataxia）またはImmune-mediated cerebellar ataxiasのひとつである。グルテン運動失調ともいわれる。

## 歴史
グリアジンとは小麦粉に含まれている蛋白質であり、グルテニンと結合しグルテンを形成している。グルテンは粘りと弾性を形成する成分である。グリアジンに対する抗体は小麦アレルギー、小麦依存性運動誘発アナフィラキシー、セリアック病で認められる。神経障害については大脳萎縮、認知障害、てんかん、末梢神経障害、小脳性運動失調などが報告されている。1998年と2003年にHadjivassiliouらは抗グリアジン抗体の出現頻度を検討し、正常対称群は1200例中149例（12 %）、家族性失調症では59例中8例（14 %）、MSA-Cでは33例中5例（15 %）であったのに対して孤発性運動失調症の群では132例中54例の41 %と有意に高いことを見出した。これにより抗グルアジン抗体陽性の小脳性運動失調症は1つの疾患単位と推定し、これをグルテン運動失調と名づけた。

## 病態
プルキンエ細胞や顆粒細胞とグルテンペプチドの抗原性エピトープでは、抗体の交差反応があることが知られている。抗グリアジン抗体はプルキンエ細胞と反応する。またグルテン失調症の患者血清にはプルキンエ細胞に対する抗体が存在する。病理報告では小脳皮質全域にPatchyなプルキンエ細胞の消失、Tリンパ球の広範な浸潤が認められる。小脳白質や脊髄の後索におもにTリンパ球、少数のBリンパ球やマクロファージなどの炎症細胞浸潤であるperivascular cuffingが認められた。また、小脳、脳幹に抗TG6抗体IgAが沈着していた。しかし抗グリアジン抗体の高値は付帯現象なのではないかという意見もある。

## 症状
Hadjivassiliouらの報告によるとグルテン運動失調の臨床像は男女比に有意差はなく、慢性甲状腺炎を合併していることもある。また1型糖尿病の合併例の報告もある。小脳症状を発症した年齢は平均値で48歳であり24 %に吸収不良を合併していた。ほぼ全例で歩行失調を示し、眼球運動障害や眼振も84 %で頻度が高い、末梢神経障害（軸索ニューロパチー）の合併も45 %にみられる。頭部MRIでは軽度の小脳萎縮を示すことが多く、抗グリアジン抗体（IgGまたはIgA）陽性であることで診断される。
小脳失調や末梢神経障害の他に脳症や脊髄症などの報告もある。また橋本病や1型糖尿病、悪性貧血をしばしば合併する。

## 診断
小脳失調の臨床症状と抗グリアジン抗体陽性で診断される。しかし抗グリアジン抗体に診断精度に議論がある。また健常者の5～12%で抗グリアジン抗体は陽性である。

## 治療
治療は無グルテン食が行われ、多くの症例である程度運動失調は改善し、長期的にも効果が持続する。無効例には免疫グロブリン療法が行われ有効例もある。

## トピックス
日本におけるグルテン失調症
日本ではセリアック病の頻度が少なくグルテン失調症は注目されていなかった。しかし京都大学の猪原らは多系統萎縮症を除外した14例の原因不明の小脳性運動失調症について抗グリアジン抗体検査を行い5例（36 %）で陽性、正常コントロール群では2 %の陽性であったと報告した。このことからもグルテン失調症は稀な疾患ではない可能性もある。日本では抗グリアジンIgA抗体陽性例が多い。グルテン失調症はHLA-DQ2とHLA-DQ8と強く関連している。日本ではHLA-DQ2を保有する人は1%のみであり欧米とは遺伝的な背景が異なる。南里らは日本のグルテン失調症の治療効果と剖検例に関して報告している。58名の特発性小脳失調症患者のうち14人（24 %）で抗グリアジン抗体または脱アミド化抗グリアジン抗体が陽性であった。免疫療法は12例中7例で有効であった。
家族性失調症との合併例
グルテン失調症は孤発性運動失調症の主要な原因のひとつと考えられている。家族性失調症の患者の中にも抗グリアジン抗体陽性例が報告されている。イギリスの報告では12 %、イタリアの報告では0%、アメリカの報告では37 %、ドイツの報告では6 %、日本の報告では4 %の家族性失調症の患者が抗グリアジン抗体陽性である。別のイギリスの報告では遺伝子検査で確定したSCAの10 %で遺伝子検査では未確定な家族性失調症の18 %で、健常人では12 %、孤発性失調症の45 %で抗グリアジン抗体が陽性である。ハンチントン病の患者のおよそ44%、SCA2の患者の23.4%で抗グリアジン抗体は陽性であった。SCA2患者の抗グリアジン抗体陽性群と陰性群では臨床症状に差は認められなかった。